# Китао Сигэмаса
Китао Сигэмаса (яп. 北尾 重政, 1739 — 8 марта 1820) — японский художник, мастер «золотого века» укиё-э периода Эдо. Основатель школы Китао. Настоящая фамилия — Сухарая, сменил её на Китао. Настоящее имя — Кюгоро.
Художник стал менее активным с ростом популярности Тории Киёнаги. Станковые гравюры Китао Сигэмасы немногочисленны, но именно они стали его лучшим вкладом в художественное наследие. Его работы в стиле бидзин-га (изображение красавиц) считаются примером хорошего вкуса в искусстве укиё-э. Сигэмаса также известен в сфере поэзии и японской каллиграфии.

## Биография
Родился в 1739 году в районе Нихомбаси в Эдо (современный Токио) в семье торговца книгами Сабуробэя Сухарая. Был художником-самоучкой, осваивал искусство под влиянием работ Судзуки Харунобу, позже сдружился и учился у художника Сигэнаги Нисимуры. Испытал влияние Судзуки Харунобу.
На протяжении жизни использовал несколько псевдонимов: имя, данное ему при рождении — Кюгоро, Сасукэ, Хокухо, Косуйсай, Косуйкэн, Суйхо Ицудзин и другие. Поэтические произведения подписывал именем Каран.
На гравюрах Китао Сигэмасы изображены современные ему красавицы, часто в полный рост. Для его бидзин-га характерно желание передать портретное сходство.
С 1765 года Сигэмаса начал иллюстрировать книги (популярные современные романы и повести (кибёси)), чем позже прославился. Известно более 250 проиллюстрированных им изданий. Часто выступал соавтором со своим учеником Китао Масаёси, который в дальнейшем оставил живопись и стал известным писателем, известным под именем Кёдэн Санто. Сотрудничал с художником Сюнсё Кацукавой, в 1772 году они совместно издали печатную серию «Возделывание тутовых шелкопрядов» (яп. かゐこやしない草), а в 1776 — иллюстрации к книге «Отражения соперничающих красавиц Зелёных домов» (яп. 青楼美人合姿鏡 сэйро: бидзин авасэ сугата кагами).
Сигэмаса скончался на 82-м году жизни в 1820 году.
Сигэмаса выработал оригинальный и изысканный стиль, которой привлек к нему немало учеников:
- Китао Масаёси
- Китао Масанобу
- Кубо Сюмман

- Работы Китао Сигэмасы
- Гейша и служанка, несущая её футляр для сямисэна.
- Трое детей играют в снегу
- Зайцы едят виноград